# Centaur (raket)
Centaur är det översta raketsteget i en flerstegsraket. Raketsteget är till för att accelerera en satellit, t.ex. en rymdsond, så att den hamnar i rätt bana utifrån det uppdrag satelliten har. Centaur drevs av flytande väte och flytande syre och var världens första högenergiraket. 
Utvecklingen av raketen startade 1956 på NASA:s Lewis Research Center. Raketsteget var planerat att användas tillsammans med Saturnraketen, men användes istället tillsammans med Atlasraketerna under åren 1966-1989 i totalt 63 olika uppdrag. 
Under perioden 1974-1977 användes också Centaur som tredje steget tillsammans med Titanraketerna i totalt 7 uppdrag. Dessa uppdrag inkluderade bl.a. de två Voyagersonderna 1 och 2. 
En ny version av Centaur utvecklades på 1980-talet för att användas tillsammans med rymdfärjorna. Modellen Centaur-G var planerad att användas i rymdsonden Galileo. Efter olyckan med rymdfärjan Challenger insåg dock NASA att det var för stora risker att använda Centaur tillsammans med rymdfärjorna. 
Amerikanska flygvapnet konstruerade då Titan IV-raketen som använde Centaur-T som slutsteg.  Den användes i totalt 16 uppdrag mellan åren 1994 och 2003.
En variant av Centaur kommer användas i kombination med Atlas V för att skjuta upp Boeings CST-100 Starliner och Sierra Nevada Corporations Dream Chaser.